# Dragonfire
Dragonfire (Souffle de dragon) est le quatrième et dernier épisode de la 24e saison de la première série de Doctor Who. Diffusé en trois parties, du 23 novembre au 7 décembre 1987, il voit le départ du personnage de Mel Bush joué par Bonnie Langford et l'arrivée de Ace joué par Sophie Aldred.

## Accroche
Le Docteur croise une nouvelle fois Sabalom Glitz sur le port d'Iceworld sur le côté sombre de la planète Svartos. Il le rejoint dans une chasse aux trésors à travers les cavernes glacées où se trouverait un dragon légendaire. Entre-temps, Mel et une jeune serveuse nommée Ace sont poursuivies par Kane, le directeur d'Iceworld, capable de glacer quiconque par son contact.

## Distribution
- Sylvester McCoy — Le Docteur
- Bonnie Langford — Mel Bush
- Sophie Aldred — Ace
- Tony Selby — Sabalom Glitz
- Edward Peel — Kane
- Patricia Quinn — Belazs
- Tony Osoba — Kracauer
- Stephanie Fayerman — McLuhan
- Stuart Organ — Bazin
- Chris MacDonnell — Arnheim
- Nigel Miles-Thomas — Pudovkin
- Sean Blowers — Zed
- Ian MacKenzie — Anderson
- Shirin Taylor — Acheteur
- Miranda Borman — Stellar
- Leslie Meadows — La Creature
- Daphne Oxenford — L'archiviste
- Lynn Gardner — Speakrine

## Résumé
Iceworld (le monde de glace) est un port de commerce colonial situé sur le côté sombre de la planète Svartos, dirigé par le vindicatif Kane, qui marque ses employées avec une marque brûlée à même la peau. Le corps de Kane est lui-même tellement froid qu'il est capable de tuer quelqu'un simplement en le touchant et que celui-ci doit régulièrement se faire refroidir dans un caisson. De plus il cryogénise des mercenaires dont il a effacé la mémoire pour qu'ils soient rendus à l'état de zombies.
Le TARDIS se matérialise dans un bar d'Iceworld où le Docteur et Mel retrouvent  Sabalom Glitz qui voit son vaisseau, le Nosferatu se faire réquisitionner par la police locale car il doit beaucoup d'argent à Kane. Glitz recherche un trésor sur Svartos qui se trouverait dans les cavernes de glace et serait gardé par un dragon. Intrigué par cette histoire, le Docteur se décide à l'accompagner. Dans le bar, une jeune serveuse, nommée Ace se montre intéressé par leur expédition, peu de temps avant de se faire renvoyer par ses employeurs. Mel, qui l'accompagne chez elle, apprend que la jeune fille est une orpheline terrienne du XXe siècle qui s'est retrouvée sur Svartos à cause d'une tempête temporelle. Ace montre aussi une prédisposition pour la confection d'explosifs qu'elle garde dans son sac à dos.
Pendant ce temps-là, Kane observe le périple du Docteur et de Glitz à travers un micro-espion se trouvant dans la carte de celui-ci avant d'échapper à une tentative de meurtre orchestré par deux de ses subordonnés. Le Docteur, Glitz, Mel et Ace finissent par rencontrer le dragon, une créature étrange qui lance des lasers par les yeux. Celle-ci tue les mercenaires de Kane qui tentaient de les tuer et les emmènent à l'intérieur d'une caverne de glace où ils trouvent un message pré-enregistré. Kane est en réalité un dangereux criminel de la planète Proamnon, emprisonné il y a trois mille ans et le dragon est son gardien. Iceworld est en réalité un vaisseau spatial immense dans lequel Kane est enfermé et qui ne peut démarrer que par un cristal se trouvant dans la tête du dragon.
Ayant enfin appris où se trouve la clé, Kane lâche ses mercenaires à l'intérieur de Iceworld, forçant les habitants à se réfugier dans le Nosferatu, qui est explosé peu de temps après son décollage. Les soldats parviennent à tuer le dragon et à ôter sa tête mais son tué sur le coup par un piège. Kane ayant capturé Ace, il force le Docteur, Mel et Glitz à lui donner la clé. Iceworld démarre et se détache de la surface de Svartos. Kane fait alors cap sur Proamnon mais s'aperçoit que la planète n'existe plus depuis longtemps, à la suite de l'expansion de son étoile. N'ayant plus de quoi se venger, il laisse passer les rayons du soleil du système, ce qui le fait fondre.
Glitz décide de faire d'Iceworld son propre vaisseau, rebaptisé le Nosferatu II et Mel se décide à l'accompagner, espérant que sa présence l'assagira. Le Docteur propose à Ace de la ramener chez elle à Perivale, sur Terre, en utilisant "la route la plus sinueuse possible."

### Continuité
- Cet épisode marque la dernière réapparition régulière de Mel. Celle-ci réapparaîtra à l'occasion de l'épisode anniversaire « Dimensions in Time » en 1993. Le personnage est toutefois revenu dans des pièces audiophoniques toujours avec la voix de Bonnie Langford.
- C'est la première apparition du personnage de Ace et ses habitudes d'appeler le Docteur "professeur." On apprend qu'elle se nomme Dorothée et qu'elle a seize ans.
- C'est la dernière apparition du personnage de Sabalom Glitz, déjà apparu la saison précédente dans les épisodes « The Mysterious Planet » et « The Ultimate Foe. » Ian Briggs affirmera que Glitz et Ace ont eu une brève relation avant l'épisode[1].
- Un extrait de Dragonfire fut réutilisé en 2013 dans l'épisode « Le Nom du Docteur »[2]
- Un des aliens que l'on peut voir dans le bar est un Argolin de l'épisode « The Leisure Hive. »